# Bianca Pascu
Bianca Pascu, née le 13 juin 1988 à Brasov, est une escrimeuse roumaine dont la spécialité est le sabre. Elle est particulièrement remarquée en fin de saison 2016/2017, en gagnant à la suite une médaille de bronze au Grand Prix de Moscou, puis aux Championnats d’Europe en individuel. Elle est, en 2017, la première sabreuse roumaine au classement international.
Elle est la sœur d’un footballeur ayant joué au football professionnel en Roumanie.

## Biographie

### Enfance et débuts en escrime
Bianca Pascu commence sa carrière dans le sport en pratiquant, dès très jeune, du handball en club, ainsi que du football – qu’elle dit avoir pratiqué très souvent, « car elle n’aimait pas beaucoup aller à l’école ». À l’âge de 10 ans, un coach d’escrime vient dans son école et lui fait essayer l’escrime, en lui disant qu’il s’agit d’un sport qui lui correspond ; à la suite de cela, elle arrête le handball pour se consacrer à l’escrime.

### Progression vers le haut niveau
En 2007, elle est transférée au CS Dinamo Bucarest, un club réputé de la région, où elle s'entraine pour les futures Universiades d’Été par un maître d’armes marquant un tournant dans sa carrière, Alexandru Chiculiță – ancien entraineur de l’équipe nationale. Cet entrainement sera payant puisqu’elle gagnera dès l’année suivante deux médailles d’argent, en individuel et équipes, aux Championnats d’Europe junior de Gand. Quelques années après, en 2011, elle réalise ce qu’elle considère toujours aujourd’hui comme un grand moment de sa carrière, une médaille d’argent aux Universiade d'été de 2011 à Shenzhen, après une défaite face à Olha Kharlan.

### Accident et récupération
À la suite de ces deux médailles d’argent, Bianca enchaine les opérations après une rupture des ligaments du genou, à la suite d'un match contre Stefanie Kubissa, trois opérations devront être réalisées et Bianca devra suivre une rééducation stricte avant de pouvoir, en 2012, participer aux Jeux olympiques de Londres. À la suite d'un probable manque d’entrainement pendant ses différentes opérations, Pascu perd les Jeux dès le premier tour de tableau préliminaire face à Zhu Min.

## Palmarès
- Championnats d'Europe
  -  Médaille de bronze en individuel à Tbilissi en Juin 2017
- Coupe du monde d'escrime
  -  Troisième au Grand prix de Moscou en Juin 2017